# Thrypticomyia decussata
Thrypticomyia decussata là một loài ruồi trong họ Limoniidae. Chúng phân bố ở miền Australasia.